# کریس جنر
کریستن مری "کریس" جنر (به انگلیسی: Kristen Mary "Kris" Jenner) (متولد ۵ نوامبر ۱۹۵۵) شخصیت تلویزیونی، نویسنده، مطرح در جامعه، تهیه‌کننده تلویزیون و بازرگان آمریکایی است. معروفیت او بیشتر برای این است که مادر کیم کارداشیان، کلویی کارداشیان، کورتنی کارداشیان، کایلی جنر و کندال جنر و راب کارداشیان است.
جنر با نام کریستن مری هافتون در ۵ نوامبر سال ۱۹۵۵ در سن دیگو، کالیفرنیا به دنیا آمد. او از سال ۱۹۷۸ با رابرت کارداشیان ازدواج کرده بود تا زمانی که در سال ۱۹۹۱ طلاق گرفت.  او با بروس جنر در سال ۱۹۹۱ ازدواج کرد. او چهار فرزند از رابرت و دوتا به نامهای کایلی و کندال از جنر دارد. جنرها جدایی خود را در اکتبر ۲۰۱۳ اعلام کردند، هر چند آنها در واقع یک سال پیش از آن از هم جدا شده بودند.

## وب‌سایت‌های دیگر
- کریس جنر در بانک اطلاعات اینترنتی فیلم‌ها (IMDb)
- JennerCommunications.com